# Aradus brevicollis
Aradus brevicollis är en insektsart som beskrevs av Carl Fredrik Fallén 1807. Aradus brevicollis ingår i släktet Aradus, och familjen barkskinnbaggar. Arten är reproducerande i Sverige.